# 繆曉輝
繆曉輝（1959年10月—），江苏如东人，中國醫生，曾任上海長征醫院副院长兼感染科主任以及上海市防治非典專家組成員。2013年，缪晓辉离开长征医院担任上海国际医学中心医疗院院长兼首席内科医生。上海封城期間，繆曉輝質疑清零政策，並呼籲梁萬年和吳尊友不要誤導人民。